# Le Mas-d'Azil
Pour les articles homonymes, voir Mas.
Le Mas-d'Azil (prononcé [lə mas dazil] ; en occitan Lo Mas d'Asilh) est une commune française située dans le nord du département de l'Ariège, en région Occitanie.
Sur le plan historique et culturel, la commune fait partie du Pédaguès, ancienne appellation remplacée au XXIe siècle par la dénomination géographique de Terrefort ariégeois, constitué des terreforts de Pamiers et de Saverdun, sur la rive gauche de l'Ariège.
Exposée à un climat océanique altéré, elle est drainée par l'Arize, le Pujol, le ruisseau de Camarade et par divers autres petits cours d'eau. Incluse dans le parc naturel régional des Pyrénées ariégeoises, la commune possède un patrimoine naturel remarquable : un site Natura 2000 (les « Queirs du Mas d'Azil et de Camarade, grottes du Mas d'Azil et de la carrière de Sabarat ») et six zones naturelles d'intérêt écologique, faunistique et floristique.
Le Mas-d'Azil est une commune rurale qui compte 1 236 habitants en 2022, après avoir connu un pic de population de 3 017 habitants en 1846. Ses habitants sont appelés les Aziliens et Aziliennes.
Le patrimoine architectural de la commune comprend cinq immeubles protégés au titre des monuments historiques : le dolmen de Bidot, classé en 1889, le dolmen de Seigmas, classé en 1889, l'église Saint-Étienne, inscrite en 1950, la grotte du Mas-d'Azil, classée en 1942, et le temple protestant, inscrit en 1942. Les fouilles de la grotte ont donné son nom à la période finale du paléolithique, l'azilien.

## Géographie

### Localisation
La commune du Mas-d'Azil se trouve dans le département de l'Ariège, en région Occitanie.
Elle se situe à 24 km à vol d'oiseau de Foix, préfecture du département, à 20 km de Saint-Girons, sous-préfecture, et à 22 km de Lézat-sur-Lèze, bureau centralisateur du canton d'Arize-Lèze dont dépend la commune depuis 2015 pour les élections départementales.
La commune fait en outre partie du bassin de vie de Pamiers.
Les communes les plus proches sont : 
Les Bordes-sur-Arize (2,8 km), Sabarat (3,1 km), Gabre (4,7 km), Allières (5,0 km), Campagne-sur-Arize (5,5 km), Camarade (6,1 km), Castéras (6,3 km), Montfa (6,6 km).
Sur le plan historique et culturel, Le Mas-d'Azil fait partie du Pédaguès, ou Podaguès, ancienne appellation remplacée au XXIe siècle par la dénomination géographique de Terrefort ariégeois, constitué des terreforts de Pamiers et de Saverdun, sur la rive gauche de l'Ariège.
Les communes limitrophes sont Allières, La Bastide-de-Sérou, Les Bordes-sur-Arize, Camarade, Campagne-sur-Arize, Clermont, Durban-sur-Arize, Gabre, Montfa, Montseron et Sabarat.
| Campagne-sur-Arize, Montfa | Les Bordes-sur-Arize       | Sabarat             |
| Camarade                   | du Mas-d'Azil              | Gabre               |
| Clermont, Montseron        | Durban-sur-Arize, Allières | La Bastide-de-Sérou |

### Géologie et relief

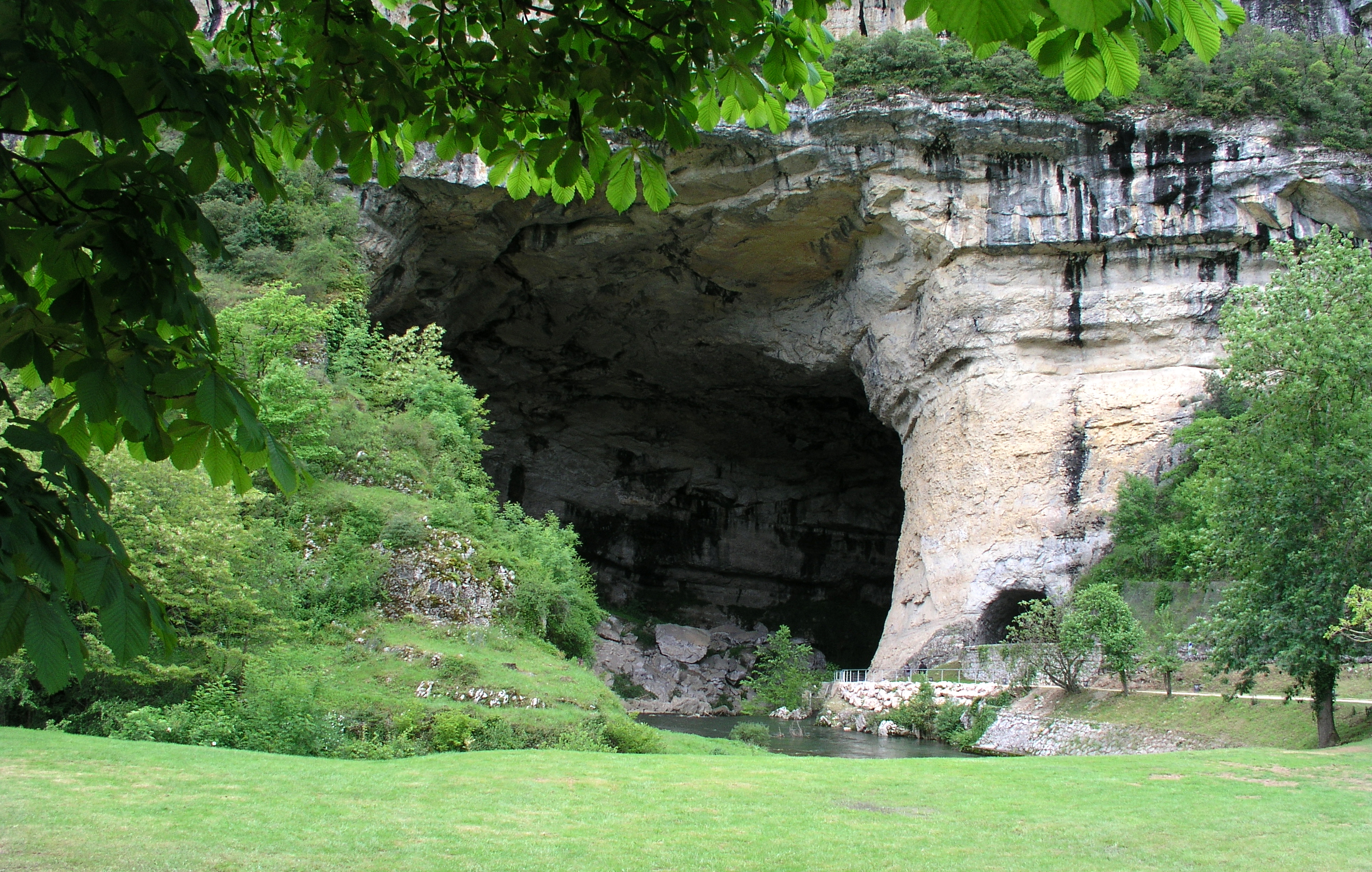
Entrée sud de la grotte du Mas d'Azil.

La commune est située pour partie dans les Pyrénées, une chaîne montagneuse jeune, érigée durant l'ère tertiaire (il y a 40 millions d'années environ), en même temps que les Alpes, et pour partie dans le Bassin aquitain, le deuxième plus grand bassin sédimentaire de la France après le Bassin parisien. Elle est marquée par le front du chevauchement frontal nord-pyrénéen qui la traverse d'est en ouest, séparant la Zone nord-pyrénéenne (ZNP) au sud de la Zone sous-pyrénéenne (ZSP) au nord, qui constitue la frange sud du Bassin aquitain. Les terrains affleurants sur le territoire communal sont constitués de roches sédimentaires datant pour certaines du Cénozoïque, l'ère géologique la plus récente sur l'échelle des temps géologiques, débutant il y a 66 millions d'années, et pour d'autres du Mésozoïque, anciennement appelé Ère secondaire, qui s'étend de −252,2 à −66,0 Ma. La structure détaillée des couches affleurantes est décrite dans la feuille « n°1056 - Le Mas d'Azil » de la carte géologique harmonisée à l'échelle 1/50 000 du département de l'Ariège, et sa notice associée.
La superficie cadastrale de la commune publiée par l’Insee, qui sert de références dans toutes les statistiques, est de 39,36 km2,. La superficie géographique, issue de la BD Topo, composante du Référentiel à grande échelle produit par l'IGN, est quant à elle de 39,57 km2. Son relief est relativement accidenté puisque la dénivelée maximale atteint 305 mètres. L'altitude du territoire varie entre 275 m et 580 m.

### Hydrographie

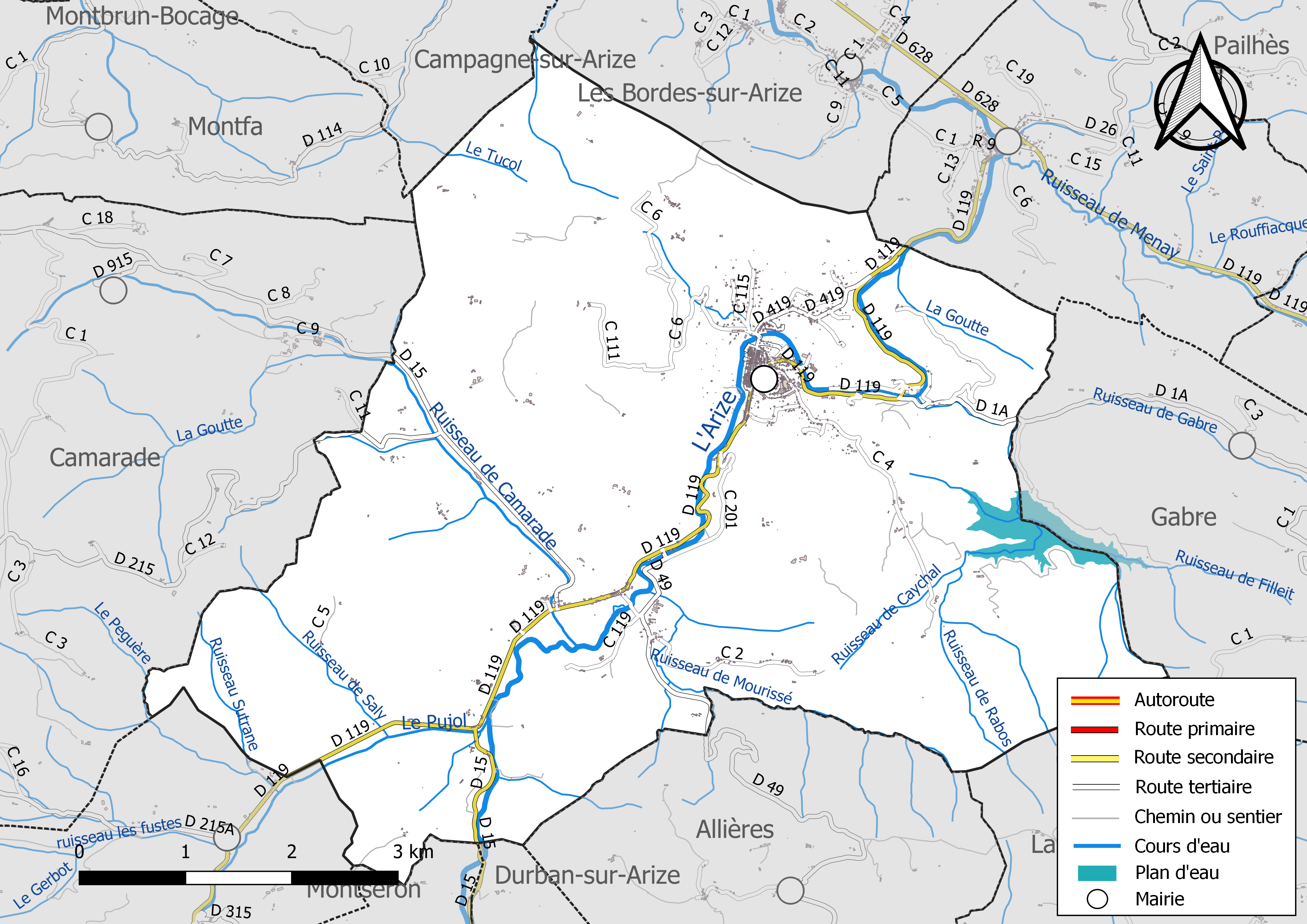
Réseaux hydrographique et routier du Mas-d'Azil.

La commune est dans le bassin versant de la Garonne, au sein du bassin hydrographique Adour-Garonne. Elle est drainée par l'Arize, le Pujol, le ruisseau de Camarade, un bras de l'Arize, la Goutte, le Peguère, le Tucol, le ruisseau de Barte, le ruisseau de Caychal, le ruisseau de Coumebère, le ruisseau de Filleit (sur lequel est établi le lac de barrage de Filleit), le ruisseau de Gabre, le ruisseau de Mourissé, le ruisseau de Peydalières, et par divers petits cours d'eau, constituant un réseau hydrographique de 46 km de longueur totale,.
L'Arize, d'une longueur totale de 83,78 km, prend sa source dans la commune de Sentenac-de-Sérou et s'écoule du sud vers le nord. Elle traverse la commune et se jette dans la Garonne à Carbonne, après avoir traversé 20 communes.

### Climat
Pour des articles plus généraux, voir Climat de l'Occitanie et Climat de l'Ariège.
En 2010, le climat de la commune est de type climat océanique altéré, selon une étude du Centre national de la recherche scientifique s'appuyant sur une série de données couvrant la période 1971-2000. En 2020, Météo-France publie une typologie des climats de la France métropolitaine dans laquelle la commune est exposée à un climat de montagne ou de marges de montagne et est dans la région climatique Pyrénées centrales, caractérisée par une pluviométrie annuelle de 1 000 à 1 200 mm.
Pour la période 1971-2000, la température annuelle moyenne est de 12,3 °C, avec une amplitude thermique annuelle de 15 °C. Le cumul annuel moyen de précipitations est de 785 mm, avec 9,8 jours de précipitations en janvier et 5,9 jours en juillet. Pour la période 1991-2020, la température moyenne annuelle observée sur la station météorologique de Météo-France la plus proche, « La Bastide-de-Sérou », sur la commune de La Bastide-de-Sérou à 9 km à vol d'oiseau, est de 11,9 °C et le cumul annuel moyen de précipitations est de 1 091,0 mm,. Pour l'avenir, les paramètres climatiques de la commune estimés pour 2050 selon différents scénarios d'émission de gaz à effet de serre sont consultables sur un site dédié publié par Météo-France en novembre 2022.

### Milieux naturels et biodiversité

#### Espaces protégés
La protection réglementaire est le mode d’intervention le plus fort pour préserver des espaces naturels remarquables et leur biodiversité associée,.
La commune fait partie du parc naturel régional des Pyrénées ariégeoises, créé en 2009 et d'une superficie de 245 973 ha, qui s'étend sur 138 communes du département. Ce territoire unit les plus hauts sommets aux frontières de l’Andorre et de l’Espagne (la Pique d'Estats, le mont Valier, etc.) et les plus hautes vallées des avants-monts, jusqu’aux plissements du Plantaurel.

#### Réseau Natura 2000

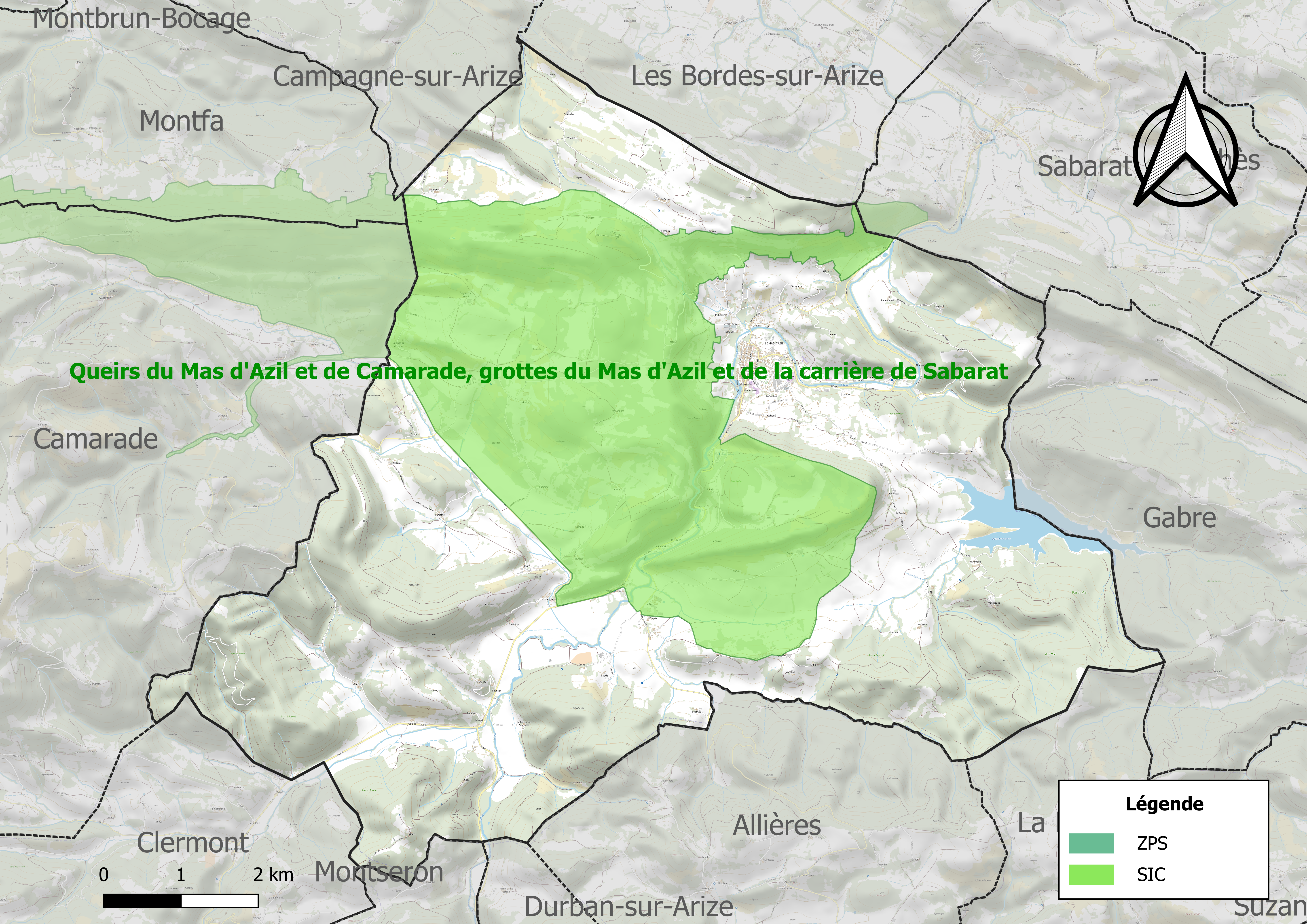
Site Natura 2000 sur le territoire communal.

Le réseau Natura 2000 est un réseau écologique européen de sites naturels d'intérêt écologique élaboré à partir des directives habitats et oiseaux, constitué de zones spéciales de conservation (ZSC) et de zones de protection spéciale (ZPS).
Un site Natura 2000 a été défini sur la commune au titre de la directive habitats : les « Queirs du Mas d'Azil et de Camarade, grottes du Mas d'Azil et de la carrière de Sabarat », d'une superficie de 1 629 ha, un ensemble exceptionnel de pelouses sèches à orchidées et de milieux souterrains.

#### Zones naturelles d'intérêt écologique, faunistique et floristique
L’inventaire des zones naturelles d'intérêt écologique, faunistique et floristique (ZNIEFF) a pour objectif de réaliser une couverture des zones les plus intéressantes sur le plan écologique, essentiellement dans la perspective d’améliorer la connaissance du patrimoine naturel national et de fournir aux différents décideurs un outil d’aide à la prise en compte de l’environnement dans l’aménagement du territoire.
Quatre ZNIEFF de type 1 sont recensées sur la commune :
- l'« Arize et affluents en aval de Cadarcet » (379 ha), couvrant 21 communes dont 18 dans l'Ariège et 3 dans la Haute-Garonne[32] ;
- les « collines de l'ouest du Séronais, du Mas-d'Azil à Saint-Lizier » (7 543 ha), couvrant 11 communes du département[33] ;
- « le Plantaurel : du Mas d'Azil à l'Ariège » (15 850 ha), couvrant 26 communes du département[34] ;
- « Le Plantaurel occidental » (5 042 ha), couvrant 10 communes dont 8 dans l'Ariège et 2 dans la Haute-Garonne[35] ;

et deux ZNIEFF de type 2, : 
- les « coteaux de l'est du Saint-Gironnais » (15 037 ha), couvrant 18 communes du département[36] ;
- « le Plantaurel » (42 116 ha), couvrant 72 communes dont 68 dans l'Ariège, 2 dans l'Aude et 2 dans la Haute-Garonne[37].

Carte des ZNIEFF de type 1 et 2 au Mas-d'Azil.
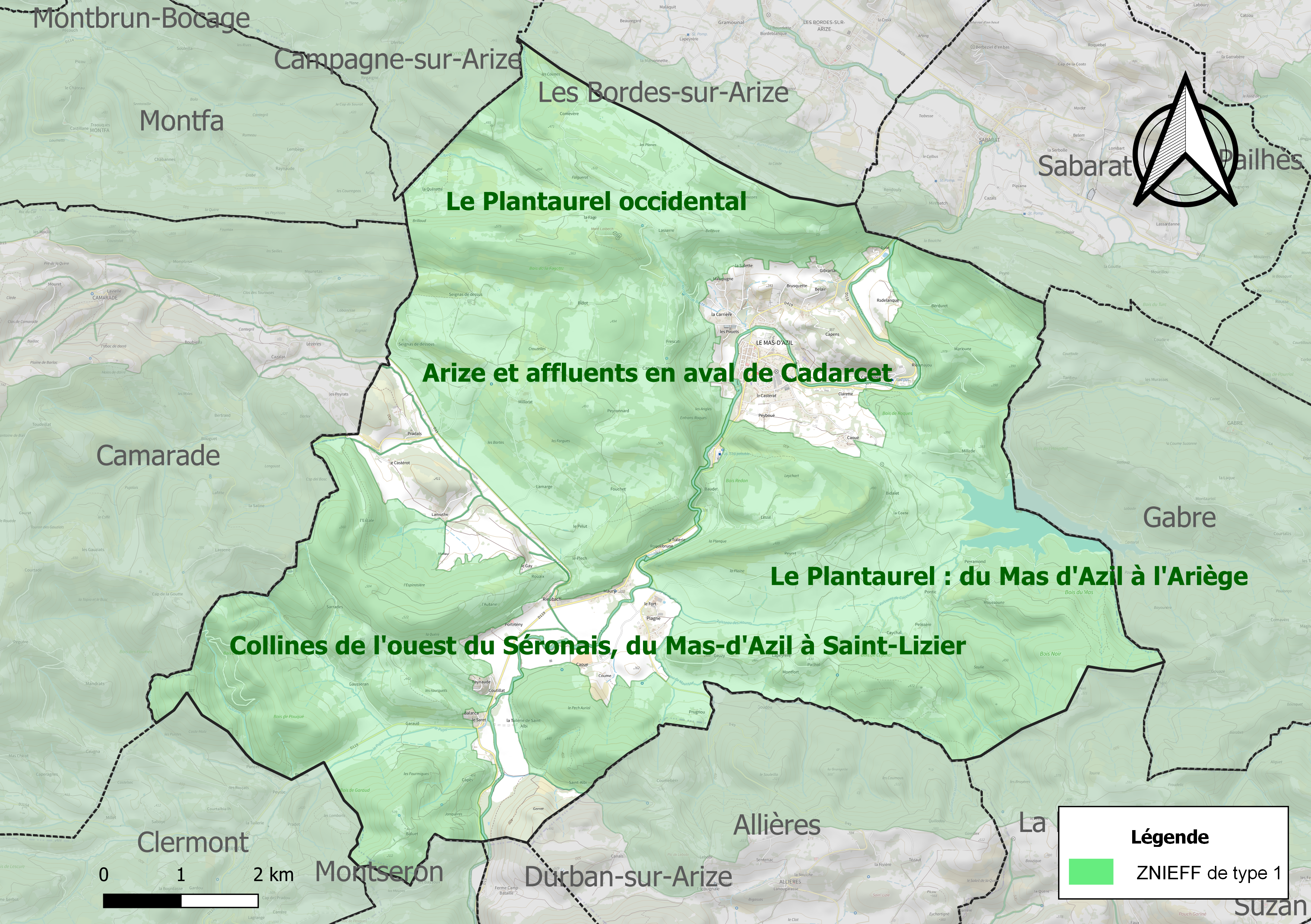
Carte des ZNIEFF de type 1 sur la commune.
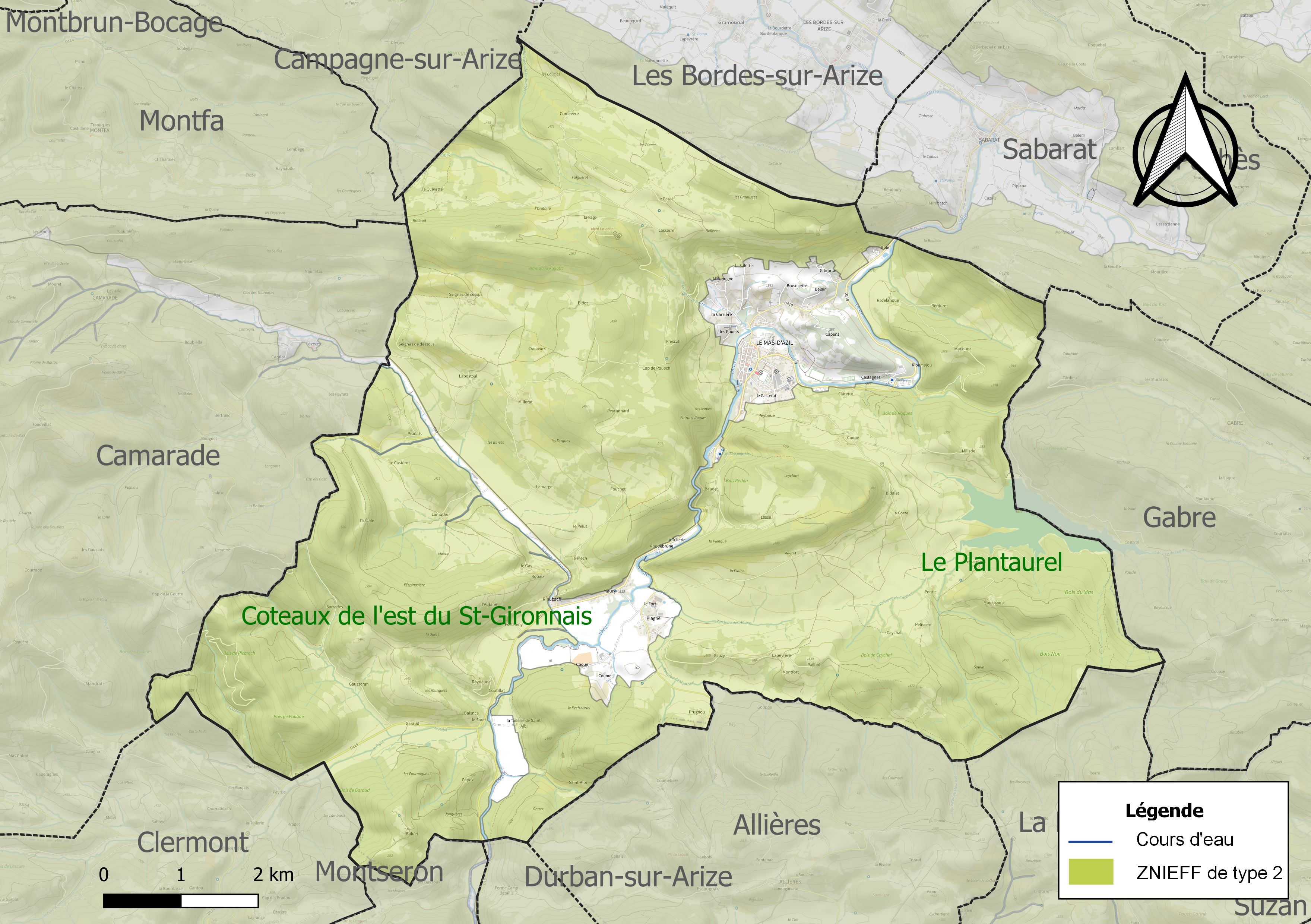
Carte des ZNIEFF de type 2 sur la commune.

## Urbanisme

### Typologie
Au 1er janvier 2024, Le Mas-d'Azil est catégorisée bourg rural, selon la nouvelle grille communale de densité à 7 niveaux définie par l'Insee en 2022.
Elle est située hors unité urbaine et hors attraction des villes,.

### Occupation des sols

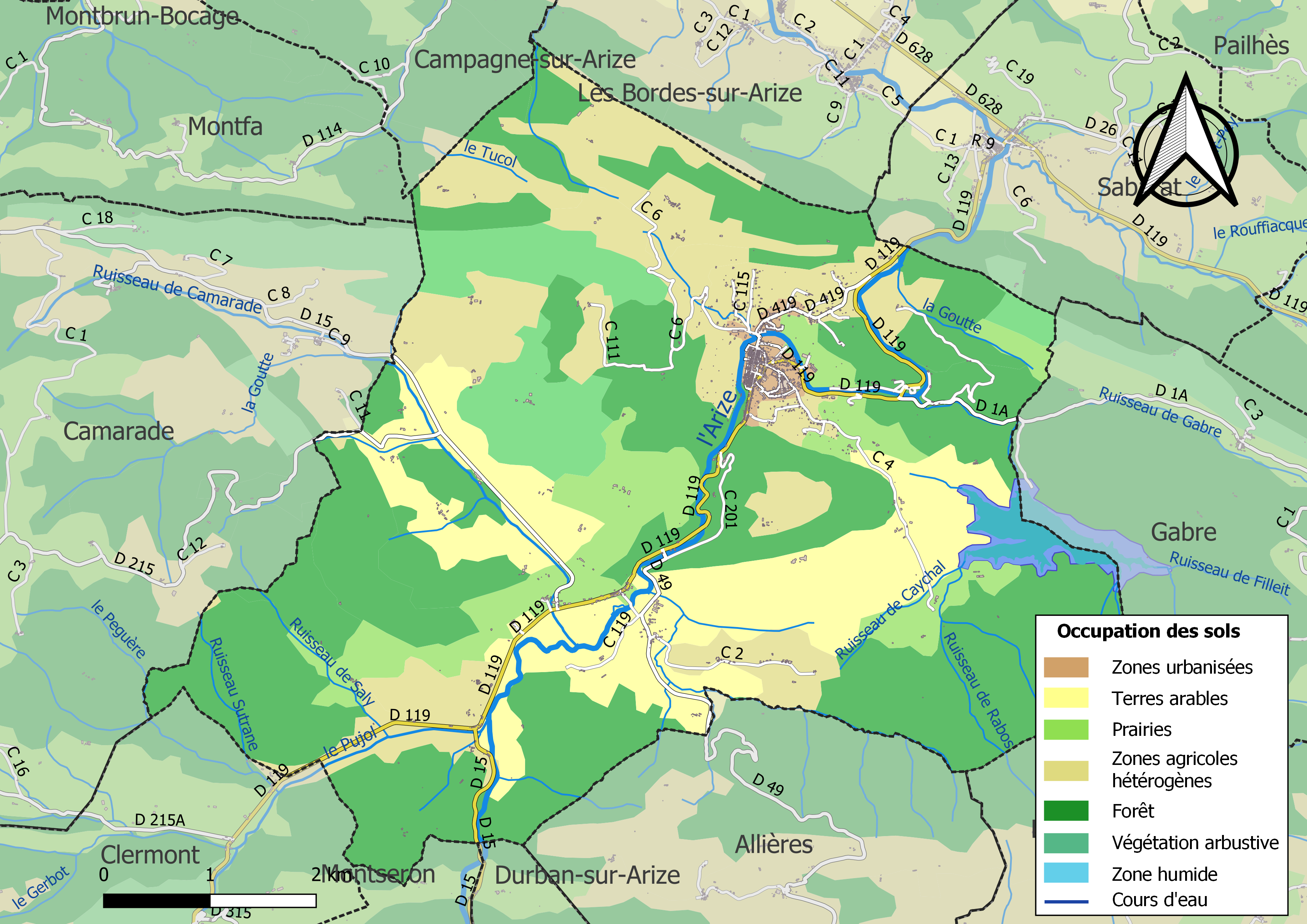
Carte des infrastructures et de l'occupation des sols de la commune en 2018 (CLC).

L'occupation des sols de la commune, telle qu'elle ressort de la base de données européenne d’occupation biophysique des sols Corine Land Cover (CLC), est marquée par l'importance des forêts et milieux semi-naturels (52,1 % en 2018), une proportion sensiblement équivalente à celle de 1990 (52,5 %). La répartition détaillée en 2018 est la suivante : 
forêts (45,7 %), zones agricoles hétérogènes (19,4 %), terres arables (16,6 %), prairies (8,8 %), milieux à végétation arbustive et/ou herbacée (6,4 %), zones urbanisées (1,7 %), eaux continentales (1,4 %). L'évolution de l’occupation des sols de la commune et de ses infrastructures peut être observée sur les différentes représentations cartographiques du territoire : la carte de Cassini (XVIIIe siècle), la carte d'état-major (1820-1866) et les cartes ou photos aériennes de l'IGN pour la période actuelle (1950 à aujourd'hui).

### Hameaux
Balança, Baluet, Causseraing, Gouzy, Maury, Saret, Lacoite, Lapeyrère, Lasserre, Plagne, Raynaude, Rieubach…

### Habitat et logement
En 2018, le nombre total de logements dans la commune était de 746, alors qu'il était de 750 en 2013 et de 688 en 2008.
Parmi ces logements, 74,6 % étaient des résidences principales, 15,6 % des résidences secondaires et 9,8 % des logements vacants. Ces logements étaient pour 89,1 % d'entre eux des maisons individuelles et pour 10,4 % des appartements.
Le tableau ci-dessous présente la typologie des logements au Le Mas-d'Azil en 2018 en comparaison avec celle de l'Ariège et de la France entière. Une caractéristique marquante du parc de logements est ainsi une proportion de résidences secondaires et logements occasionnels (15,6 %) inférieure à celle du département (24,6 %) mais supérieure à celle de la France entière (9,7 %). Concernant le statut d'occupation de ces logements, 71,5 % des habitants de la commune sont propriétaires de leur logement (73,2 % en 2013), contre 66,3 % pour l'Ariège et 57,5 % pour la France entière.
| Typologie                                               | Le Mas-d'Azil | Ariège | France entière |
| ------------------------------------------------------- | ------------- | ------ | -------------- |
| Résidences principales (en %)                           | 74,6          | 65,7   | 82,1           |
| Résidences secondaires et logements occasionnels (en %) | 15,6          | 24,6   | 9,7            |
| Logements vacants (en %)                                | 9,8           | 9,7    | 8,2            |

### Voies de communication et transports
Accès par l'ancienne route nationale 119. La route départementale 119 traverse la grotte creusée par l'Arize en longeant la rivière.

### Risques majeurs
Le territoire de la commune du Mas-d'Azil est vulnérable à différents aléas naturels : inondations, climatiques (grand froid ou canicule), feux de forêts, mouvements de terrains et séisme (sismicité modérée). Il est également exposé à un risque technologique, le transport de matières dangereuses,.

#### Risques naturels

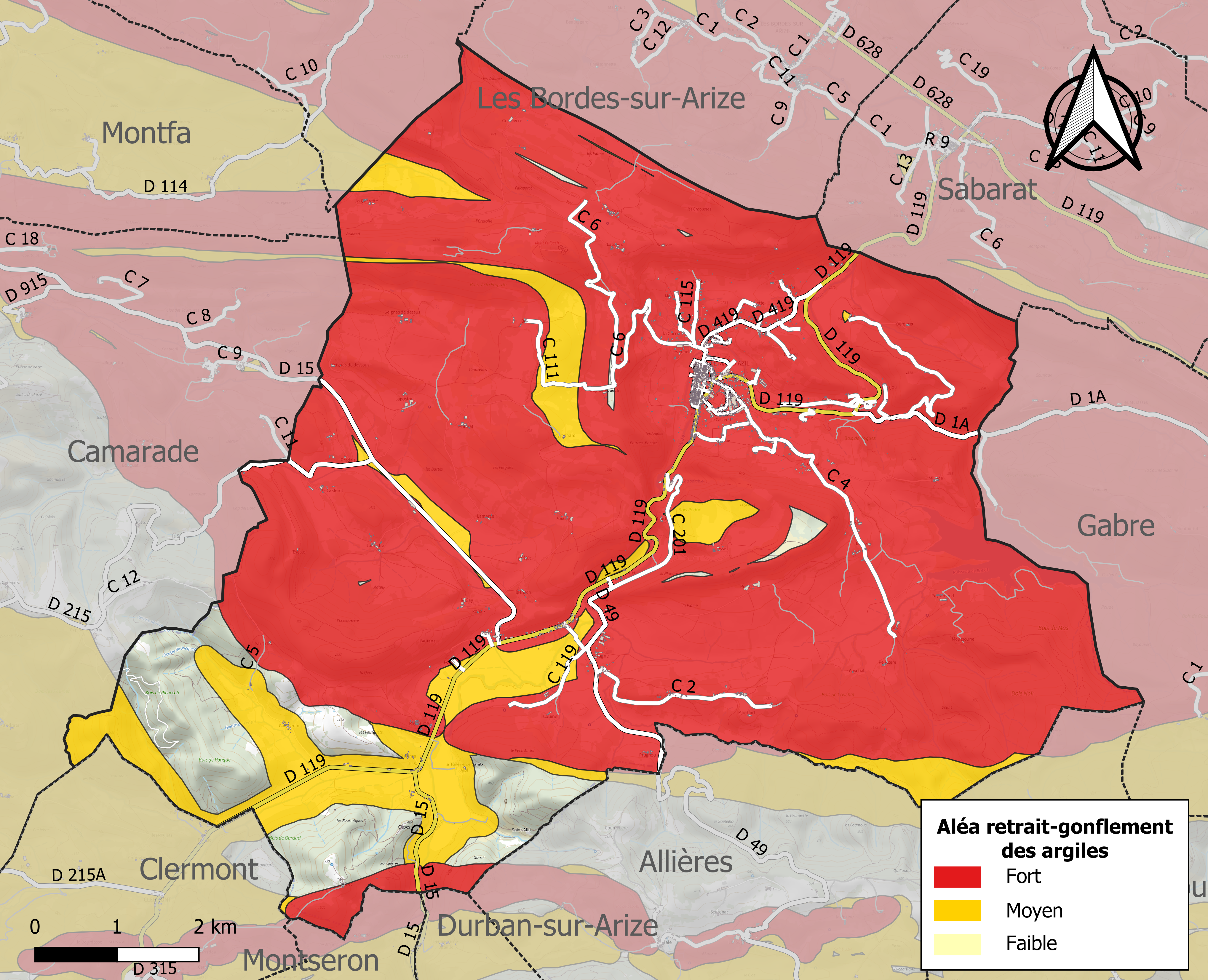
Zonage de l'aléa retrait-gonflement des argiles sur la commune du Mas-d'Azil.

Certaines parties du territoire communal sont susceptibles d’être affectées par le risque d’inondation par débordement, crue torrentielle d'un cours d'eau, l'Arize, ou ruissellement d'un versant. L’épisode de crue le plus marquant dans le département reste sans doute celui de 1875. Parmi les inondations marquantes plus récentes concernant l'Arize figurent les crues de 1977, de 1992, de 1993, de 2000 et de 2007.
Les mouvements de terrains susceptibles de se produire sur la commune sont soit des chutes de blocs, soit des glissements de terrains, soit des effondrements liés à des cavités souterraines, soit des mouvements liés au retrait-gonflement des argiles. Près de 50 % de la superficie du département est concernée par l'aléa retrait-gonflement des argiles, dont la commune du Mas-d'Azil. L'inventaire national des cavités souterraines permet par ailleurs de localiser celles situées sur la commune.
Ces risques naturels sont pris en compte dans l'aménagement du territoire de la commune par le biais d'un plan de prévention des risques (PPR) inondation et mouvement de terrain approuvé le 12 mai 2005.

#### Risques technologiques
Le risque de transport de matières dangereuses par une infrastructure routière ou ferroviaire ou par une canalisation de transport de gaz concerne la commune. Un accident se produisant sur une telle infrastructure est en effet susceptible d’avoir des effets graves au bâti ou aux personnes jusqu’à 350 m, selon la nature du matériau transporté. Des dispositions d’urbanisme peuvent être préconisées en conséquence.

## Histoire

### Préhistoire
Le Mas d'Azil est un haut-lieu de la Préhistoire par les découvertes faites dans sa célèbre grotte : la commune a ainsi donné son nom à la culture de l'Azilien, une culture archéologique d'Europe de l'Ouest datée de l'Épipaléolithique, entre le Magdalénien et le Néolithique.
On y a découvert de rares figurations gravées de poisson (ici : saumon).

### Moyen âge
L'abbaye bénidictine du Mas-d'Azil fut créée au début du VIIIe siècle, parallélement à la poussée du pouvoir carolingien au sud de Toulouse. Le pouvoir et l'influence de cette abbaye ne s'étendirent au cours du Moyen-Âge que localement et difficilement, notamment concurrencés par les abbayes proches de Lézat, de Boulbonne et de Combelongue. Elle disparaît totalement au XVIIIe siècle.
Le Mas-d'Azil est une ancienne bastide fortifiée créée par le comte Roger IV de Foix en 1246.
Le seigneur Jean de Lacvivier, prieur du monastère de Saint-Béat au diocèse de Comminges est élu en 1426 par l'autorité apostolique du pape Martin V, abbé du monastère du Mas-d'Azil au diocèse de Rieux.

### Temps modernes
Dès l'arrivée de la Réforme, Le Mas-d'Azil sert de refuge aux protestants. Avec l'avènement d'Henri IV, les habitants construisent des temples pour se livrer librement à leur culte. Les protestants deviennent dominants ; ils chassent le clergé et détruisent le monastère.
Le protestantisme y fait son apparition dès 1540 et s'y implante pour en devenir un haut lieu, surnommé « la Genève du comté de Foix ». En 1568 la tentative de conquête de la ville par Bellegarde, sénéchal de Toulouse, échoue ainsi que la tentative de prise des grottes où s'étaient réfugiées plusieurs familles protestantes des environs. C'est à cette époque que les moines sont chassés de la ville et l'abbaye rasée.
En 1625, Louis XIII envoie l'armée royale commandée par le maréchal de Thémines dans la région pour soumettre les huguenots. Le 15 septembre, son armée forte de 13 000 hommes arrive aux portes du Mas-d'Azil : les Aziliens offrent alors leur reddition contre 15 000 écus, Thémines en demande alors 20 000. Ne pouvant trouver une telle somme, les habitants se préparent à défendre leur cité. Le siège dure un mois, 2 000 coups de canons sont tirés pour affaiblir les défenses et à l'aube du 12 octobre 1625 à 8 h l'assaut est donné avec pour cible deux des bastions de la ville. Les combats sont acharnés, les femmes de la cité n'hésitant pas à prendre part aux combats, ce sont elles qui capturent le capitaine Sarraute. Six jours plus tard, l'armée royale se retire, laissant sur place près de 500 morts, la cité étant toujours aux mains des protestants.
En 1629, le château est démantelé et les fortifications sont rasées en 1636.
En 1649, les moines reviennent et bâtissent une église en 1673 sur les ruines de l'ancienne abbaye.

### Révolution Française
En 1790, Le Mas-d'Azil devient une commune et absorbe entre 1790 et 1794 la commune de Raynaude.

### XXesiècle
En 1911, la ligne de chemin de fer dite le Tacot du Volvestre à voie métrique de Carbonne à Montesquieu-Volvestre est prolongée jusqu'au Mas-d'Azil. Elle est exploitée par la Compagnie des chemins de fer du Sud-Ouest jusqu'à sa fermeture en 1938.

## Politique et administration

### Découpage territorial
La commune du Mas-d'Azil est membre de la Communauté de communes Arize Lèze, un établissement public de coopération intercommunale (EPCI) à fiscalité propre créé le 30 octobre 2016 dont le siège est à Le Fossat. Ce dernier est par ailleurs membre d'autres groupements intercommunaux.
Sur le plan administratif, elle est rattachée à l'arrondissement de Saint-Girons, au département de l'Ariège, en tant que circonscription administrative de l'État, et à la région Occitanie.
Sur le plan électoral, elle dépend du canton d'Arize-Lèze pour l'élection des conseillers départementaux, depuis le redécoupage cantonal de 2014 entré en vigueur en 2015, et de la deuxième circonscription de l'Ariège pour les élections législatives, depuis le redécoupage électoral de 1986.

### Administration municipale
Le nombre d'habitants au recensement de 2011 étant compris entre 500 et 1 499 habitants, le nombre de membres du conseil municipal pour l'élection de 2014 est de quinze,.

### Liste des maires

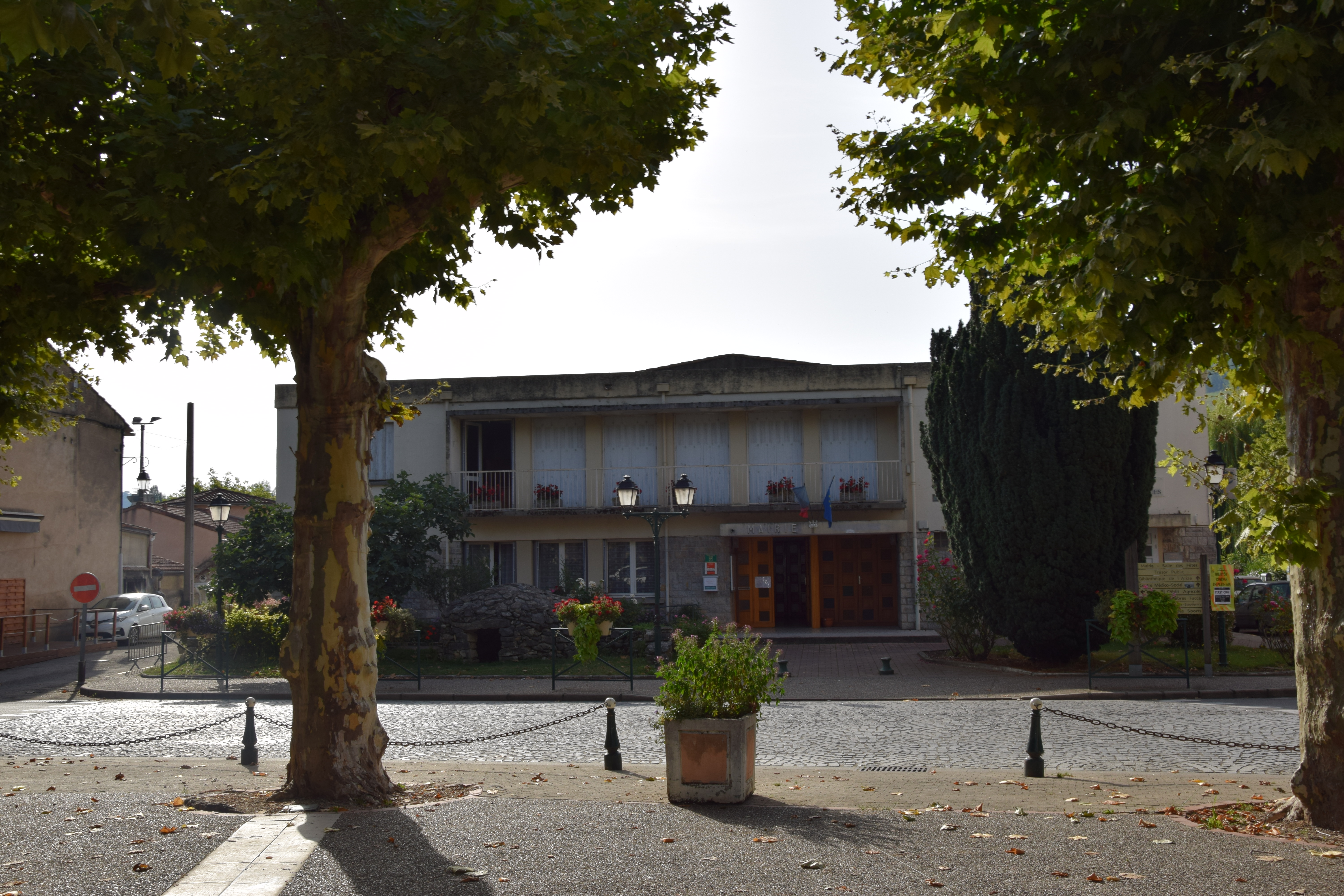
La mairie.

| Période                                  | Période  | Identité          | Étiquette          | Qualité |
| ---------------------------------------- | -------- | ----------------- | ------------------ | --- |
| 1895                                     | 1919     | Amédée Roujas     | Radical            | Notaire, conseiller général du canton du Mas d'Azil (1895-1919) |
| 1919                                     | 1944     | Cyprien Laffitte  | Radical-socialiste | Pharmacien, conseiller général du canton du Mas d'Azil (1937-1944) |
| 1945                                     | 1947     | François Huc      | PCF                | Maçon-charpentier, conseiller général du canton du Mas d'Azil (1944-1945) |
| 1947                                     | 1989     | André Saint-Paul  | SFIO puis PS       | Médecin, député de l'Ariège (1968-1981), conseiller général du canton du Mas d'Azil (1945-1985 puis 1986-1992) président du conseil général (1966-1985), conseiller régional (1974-1985) |
| 1989                                     | 1995     | Michel Joli       | DVG                | |
| 1995                                     | 2001     | Norbert Forestier | PS                 | |
| 2001                                     | En cours | Raymond Berdou    | PS                 | enseignant, conseiller général du canton du Mas-d'Azil (1992-2015) puis conseiller départemental du canton Arize-Lèze depuis 2015                                                        |
| Les données manquantes sont à compléter. |          |                   |                    | |

## Population et société

### Démographie
L'évolution du nombre d'habitants est connue à travers les recensements de la population effectués dans la commune depuis 1793. Pour les communes de moins de 10 000 habitants, une enquête de recensement portant sur toute la population est réalisée tous les cinq ans, les populations de référence des années intermédiaires étant quant à elles estimées par interpolation ou extrapolation. Pour la commune, le premier recensement exhaustif entrant dans le cadre du nouveau dispositif a été réalisé en 2006.

En 2022, la commune comptait 1 236 habitants, en évolution de +4,75 % par rapport à 2016 (Ariège : +1,48 %, France hors Mayotte : +2,11 %).
| 1793  | 1800  | 1806  | 1821  | 1831  | 1836  | 1841  | 1846  | 1851  |
| ----- | ----- | ----- | ----- | ----- | ----- | ----- | ----- | ----- |
| 2 400 | 2 523 | 2 664 | 2 744 | 2 908 | 3 000 | 3 002 | 3 017 | 2 816 |

| 1856  | 1861  | 1866  | 1872  | 1876  | 1881  | 1886  | 1891  | 1896  |
| ----- | ----- | ----- | ----- | ----- | ----- | ----- | ----- | ----- |
| 2 619 | 2 688 | 2 738 | 2 575 | 2 521 | 2 376 | 2 350 | 2 323 | 2 141 |

| 1901  | 1906  | 1911  | 1921  | 1926  | 1931  | 1936  | 1946  | 1954  |
| ----- | ----- | ----- | ----- | ----- | ----- | ----- | ----- | ----- |
| 2 139 | 2 113 | 1 972 | 1 712 | 1 651 | 1 720 | 1 647 | 1 589 | 1 532 |

| 1962  | 1968  | 1975  | 1982  | 1990  | 1999  | 2006  | 2011  | 2016  |
| ----- | ----- | ----- | ----- | ----- | ----- | ----- | ----- | ----- |
| 1 643 | 1 682 | 1 568 | 1 404 | 1 307 | 1 117 | 1 219 | 1 209 | 1 180 |

| 2021  | 2022  | - | - | - | - | - | - | - |
| ----- | ----- | - | - | - | - | - | - | - |
| 1 208 | 1 236 | - | - | - | - | - | - | - |

| selon la population municipale des années : | 1968 | 1975 | 1982 | 1990 | 1999 | 2006 | 2009 | 2013 |
| Rang de la commune dans le département      | 11   | 13   | 17   | 20   | 22   | 20   | 20   | 21   |
| Nombre de communes du département           | 340  | 328  | 330  | 332  | 332  | 332  | 332  | 332  |

### Enseignement
L'éducation est assurée sur la commune jusqu'au collège André-Saint-Paul.

### Manifestations culturelles et festivités
- Fête du Mas-d'Azil le premier week-end de septembre.

### Santé
Maison de santé pluridisciplinaire depuis 2022.

### Culte
- Catholique : Eglise de Raynaude et son calvaire.
- Protestant : Temple protestant du Mas-d'Azil

### Sports
- Club de rugby VAL XV, fusion[67] des anciens clubs du Mas d'Azil, de Daumazan-sur-Arize et de Montesquieu-Volvestre.
- Club de football U.S. Mas d'Azil[68]
- Salle omnisports de 1 200 m2 avec 200 places en gradin ouverte en 2017.

## Économie

### Revenus
En 2018, la commune compte 517 ménages fiscaux, regroupant 1 033 personnes. La médiane du revenu disponible par unité de consommation est de 17 530 € (19 820 € dans le département).

### Emploi
| Division       | 2008  | 2013   | 2018   |
| -------------- | ----- | ------ | ------ |
| Commune        | 9,9 % | 6,8 %  | 9 %    |
| Département    | 8,9 % | 11,1 % | 11,2 % |
| France entière | 8,3 % | 10 %   | 10 %   |

En 2018, la population âgée de 15 à 64 ans s'élève à 631 personnes, parmi lesquelles on compte 72,3 % d'actifs (63,3 % ayant un emploi et 9 % de chômeurs) et 27,7 % d'inactifs,. En 2018, le taux de chômage communal (au sens du recensement) des 15-64 ans est inférieur à celui de la France et du département, alors qu'en 2008 la situation était inverse.
La commune est hors attraction des villes,. Elle compte 414 emplois en 2018, contre 383 en 2013 et 413 en 2008. Le nombre d'actifs ayant un emploi résidant dans la commune est de 402, soit un indicateur de concentration d'emploi de 102,9 % et un taux d'activité parmi les 15 ans ou plus de 46,2 %.
Sur ces 402 actifs de 15 ans ou plus ayant un emploi, 226 travaillent dans la commune, soit 56 % des habitants. Pour se rendre au travail, 75,2 % des habitants utilisent un véhicule personnel ou de fonction à quatre roues, 1,9 % les transports en commun, 12,3 % s'y rendent en deux-roues, à vélo ou à pied et 10,6 % n'ont pas besoin de transport (travail au domicile).

### Activités hors agriculture
145 établissements sont implantés au Mas-d'Azil au 31 décembre 2019. Le tableau ci-dessous en détaille le nombre par secteur d'activité et compare les ratios avec ceux du département,.
| Secteur d'activité                                                                                        | Commune | Commune | Département |
| Secteur d'activité                                                                                        | Nombre  | %       | %           |
| --- | ------- | ------- | ----------- |
| Ensemble                                                                                                  | 145     | 100 %   | (100 %)     |
| Industrie manufacturière, industries extractives et autres                                                | 27      | 18,6 %  | (12,9 %)    |
| Construction                                                                                              | 26      | 17,9 %  | (14,2 %)    |
| Commerce de gros et de détail, transports, hébergement et restauration                                    | 36      | 24,8 %  | (27,5 %)    |
| Information et communication                                                                              | 3       | 2,1 %   | (1,8 %)     |
| Activités financières et d'assurance                                                                      | 2       | 1,4 %   | (2,8 %)     |
| Activités immobilières                                                                                    | 5       | 3,4 %   | (4,2 %)     |
| Activités spécialisées, scientifiques et techniques et activités de services administratifs et de soutien | 12      | 8,3 %   | (13,2 %)    |
| Administration publique, enseignement, santé humaine et action sociale                                    | 24      | 16,6 %  | (14,4 %)    |
| Autres activités de services                                                                              | 10      | 6,9 %   | (8,8 %)     |

Le secteur du commerce de gros et de détail, des transports, de l'hébergement et de la restauration est prépondérant sur la commune puisqu'il représente 24,8 % du nombre total d'établissements de la commune (36 sur les 145 entreprises implantées au Le Mas-d'Azil), contre 27,5 % au niveau départemental.
Le Mas-d'Azil est un bourg touristique où les commerces essentiels sont présents.

### Agriculture
La commune fait partie de la petite région agricole dénommée « Région sous-pyrénéenne ». En 2010, l'orientation technico-économique de l'agriculture sur la commune est l'élevage d'herbivores hors bovins, caprins et porcins.
|                                   | 1988  | 2000 | 2010 |
| --------------------------------- | ----- | ---- | ---- |
| Exploitations                     | 54    | 39   | 34   |
| Superficie agricole utilisée (ha) | 1 951 | 1865 | 1830 |

Le nombre d'exploitations agricoles en activité et ayant leur siège dans la commune est passé de 54 lors du recensement agricole de 1988 à 39 en 2000 puis à 34 en 2010, soit une baisse de 37 % en 22 ans. Le même mouvement est observé à l'échelle du département qui a perdu pendant cette période 48 % de ses exploitations. La surface agricole utilisée sur la commune a également diminué, passant de 1 951 ha en 1988 à 1 830 ha en 2010. Parallèlement la surface agricole utilisée moyenne par exploitation a augmenté, passant de 36 à 54 ha.

### Biodiversité
- L'association Kokopelli[73] se consacre, depuis 1999, à la protection de la biodiversité alimentaire par la production de semences issues de l'agro-écologie avec environ 1 500 variétés en 2017 libres de droit et reproductibles (non-hybrides F1 et non-OGM).

## Culture locale et patrimoine

### Lieux et bâtiments
- Grotte du Mas d'Azil, haut-lieu de la préhistoire ;
- L'église Saint-Étienne avec son clocher à bulbe date du XVIIe siècle. Elle fut construite sur les anciens vestiges d'une puissante abbaye bénédictine fondée en 1286 et à l'origine de l'édification de la bastide. Le clocher à bulbe est inscrit à l'inventaire des monuments historiques depuis 1950[74] ;
- L'Église de l'Immaculée-Conception du Mas-d'Azil dite de la Raynaude de Portetény ;
- Temple protestant du Mas-d'Azil, inscrit à l'inventaire des monuments historiques depuis 2015[75] ;
- Chapelle du temple du Mas-d'Azil ;
- Temple de l'église réformée évangélique de Rieubach ;
- Halle à piliers ronds ;
- Le Musée de préhistoire complète la visite de la grotte en présentant des objets qui en sont issus notamment le propulseur orné nommé « le faon aux oiseaux » ;
- Lac de Filleit, à l'est de la commune.
- Dolmens de Bidot, de Seigmas et de Cap del Pouech, ;
- Pont Louis-XIII ;
- Musée-parc « La Forêt aux dinosaures » en forêt de Castagnès, à l'est du bourg ;
- Verrerie d'art ;
- Musée de l'Affabuloscope a été créé par l'artiste Claudius de Cap Blanc en 2018 à la suite de l'achat de la collection de l'artiste par Michel Malbec. Le projet du musée est dirigé par Fred Noiret, précédemment galeriste et par ailleurs sculpteur. Le musée est ouvert à la visite de mai à novembre. C'est un lieu culturel remarqué en Ariège, qui rassemble une collection de plus de 600 œuvres de Claudius de Cap Blanc. Il dispose d'une salle d'exposition temporaire permettant d'inviter des artistes.

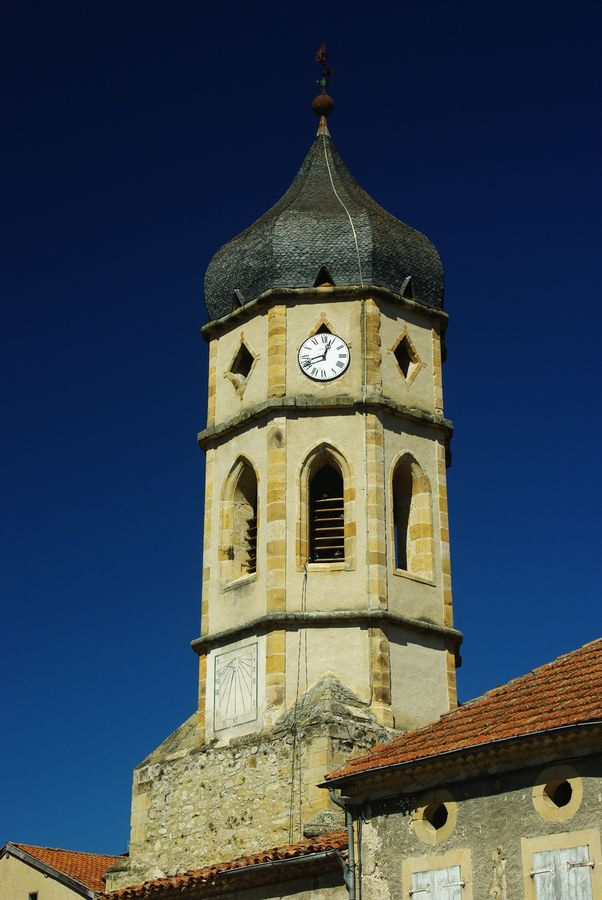
Clocher à bulbe de l'église Saint-Étienne
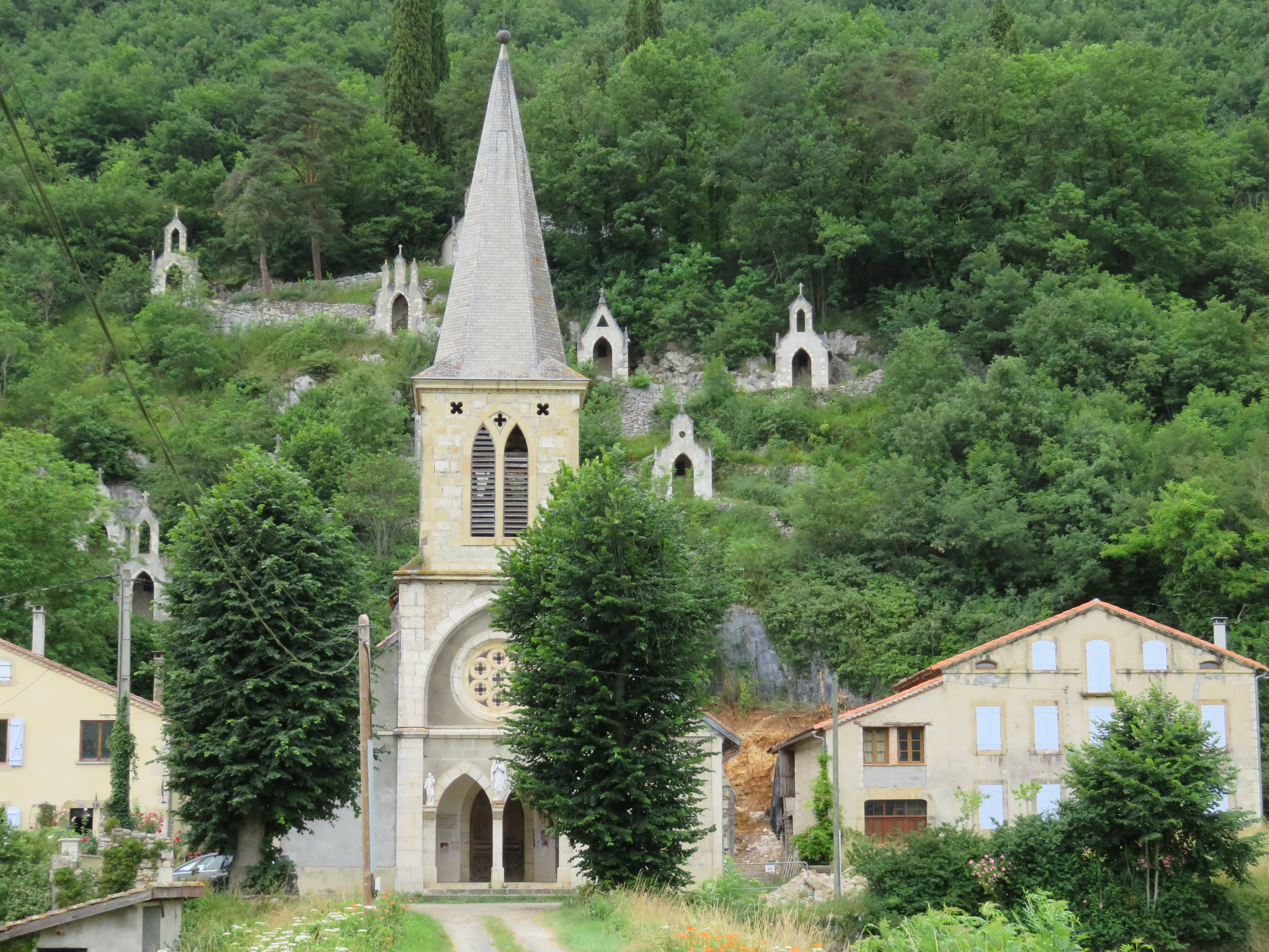
L'église de l'Immaculée-Conception
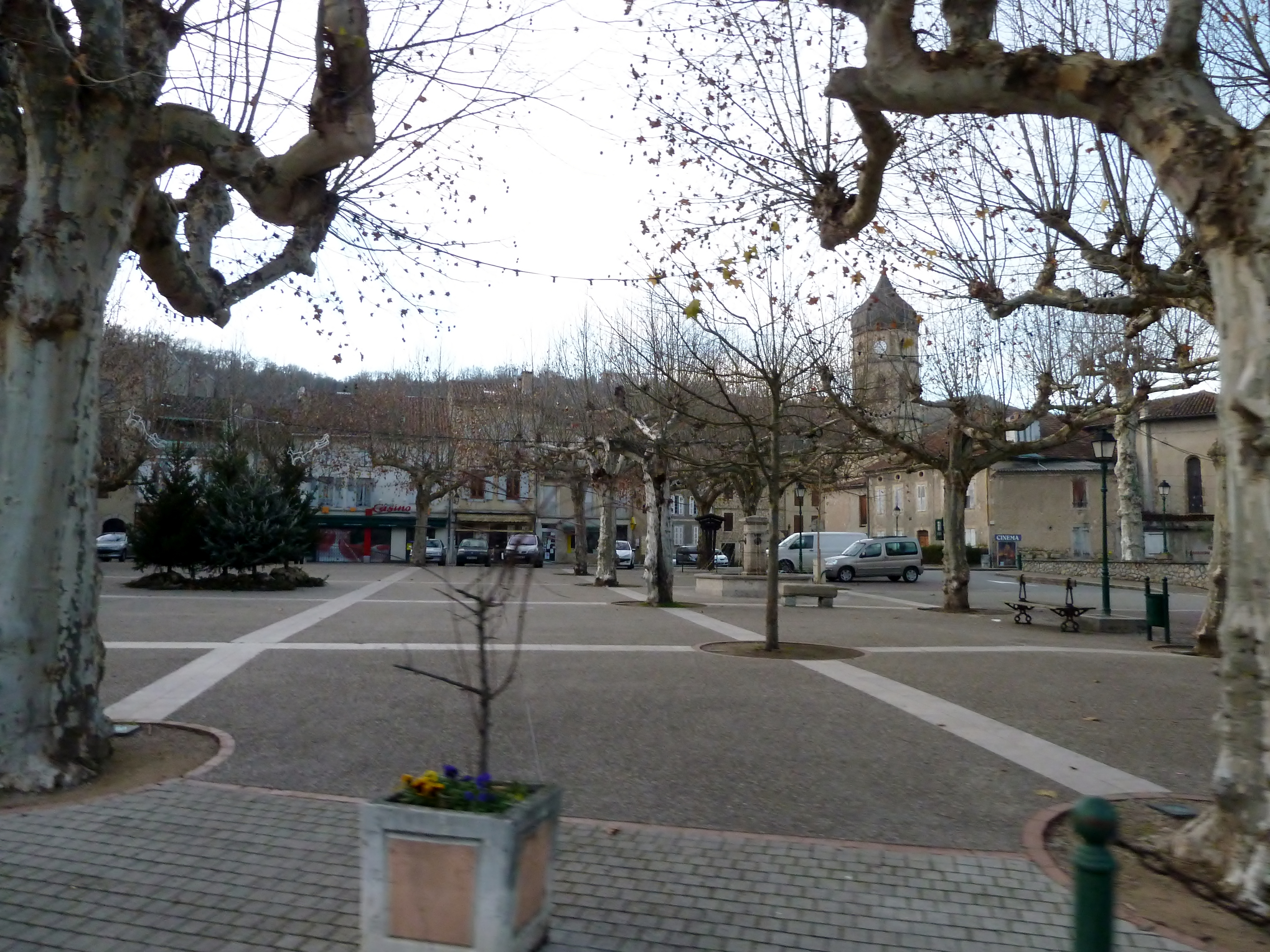
Centre du village
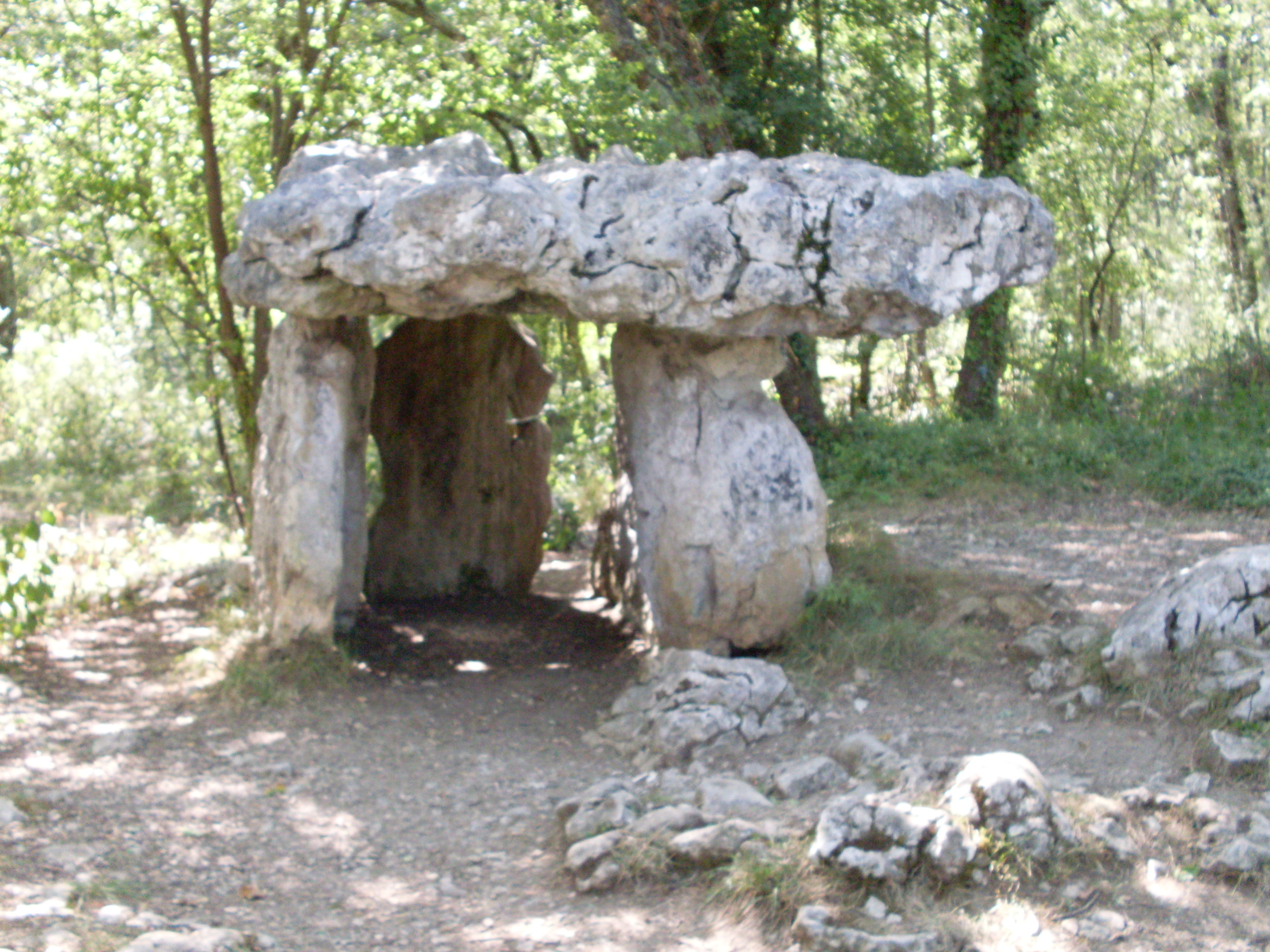
Le dolmen de Cap del Pouech
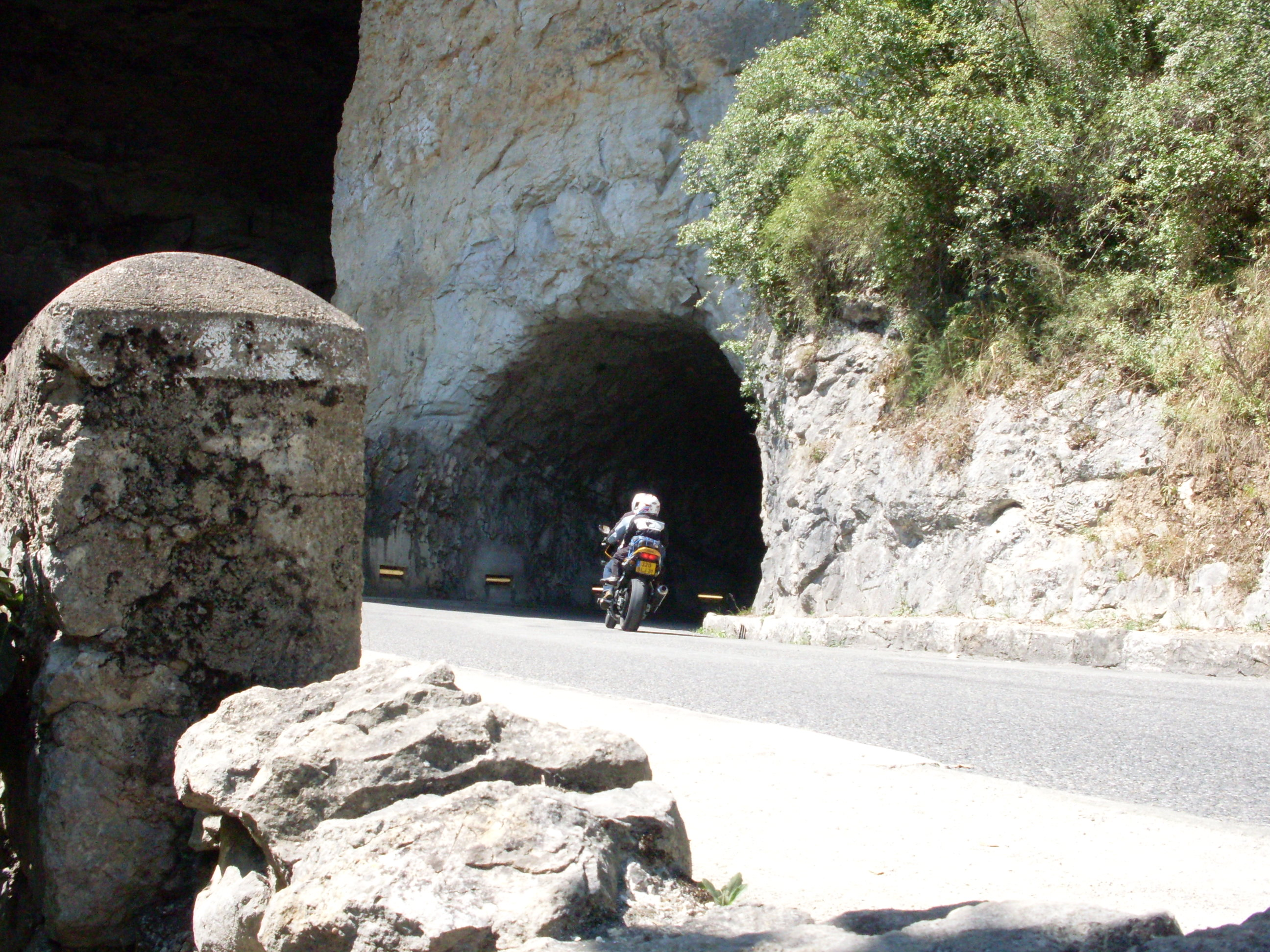
Entrée du tunnel routier
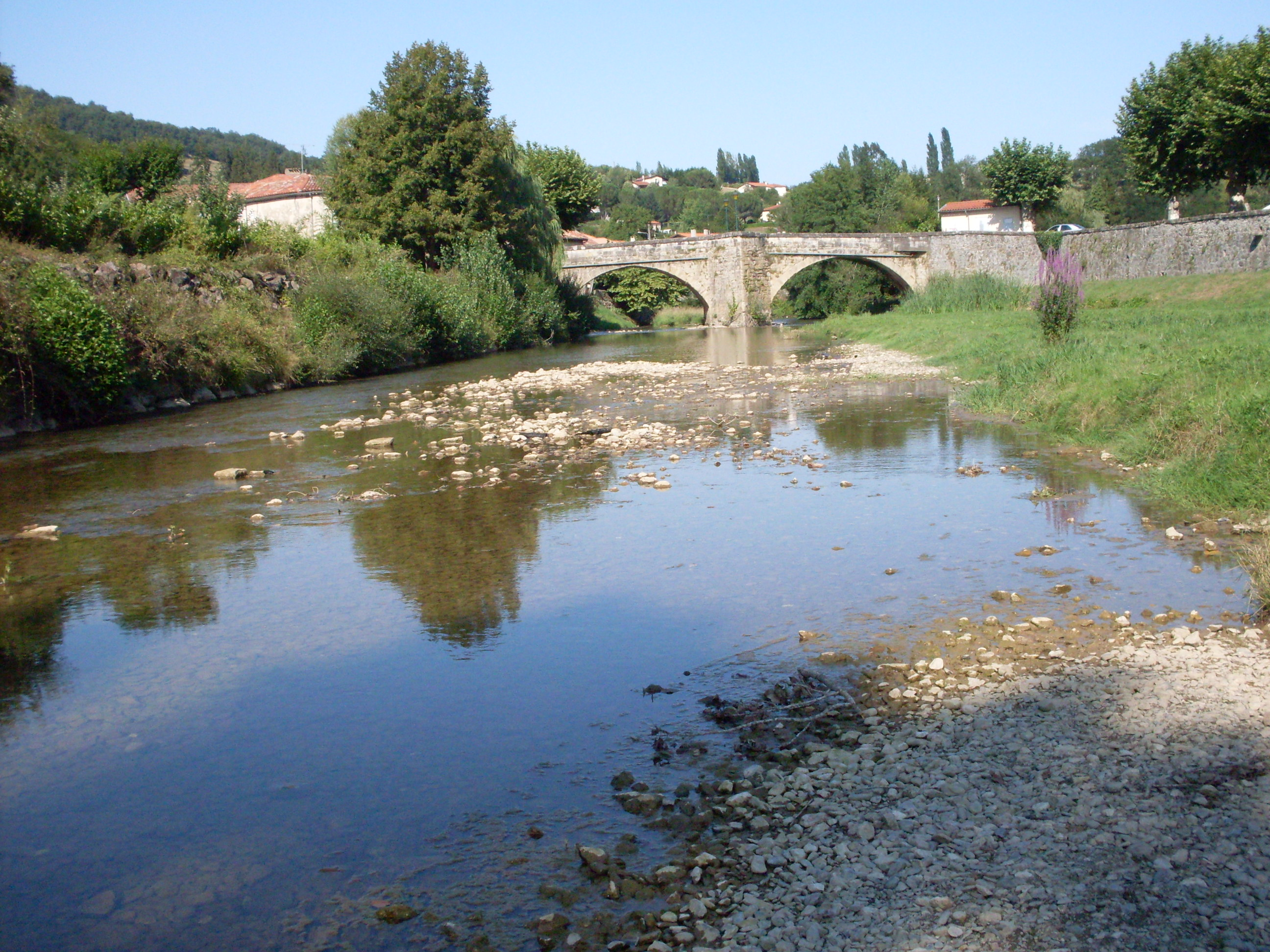
L'Arize.
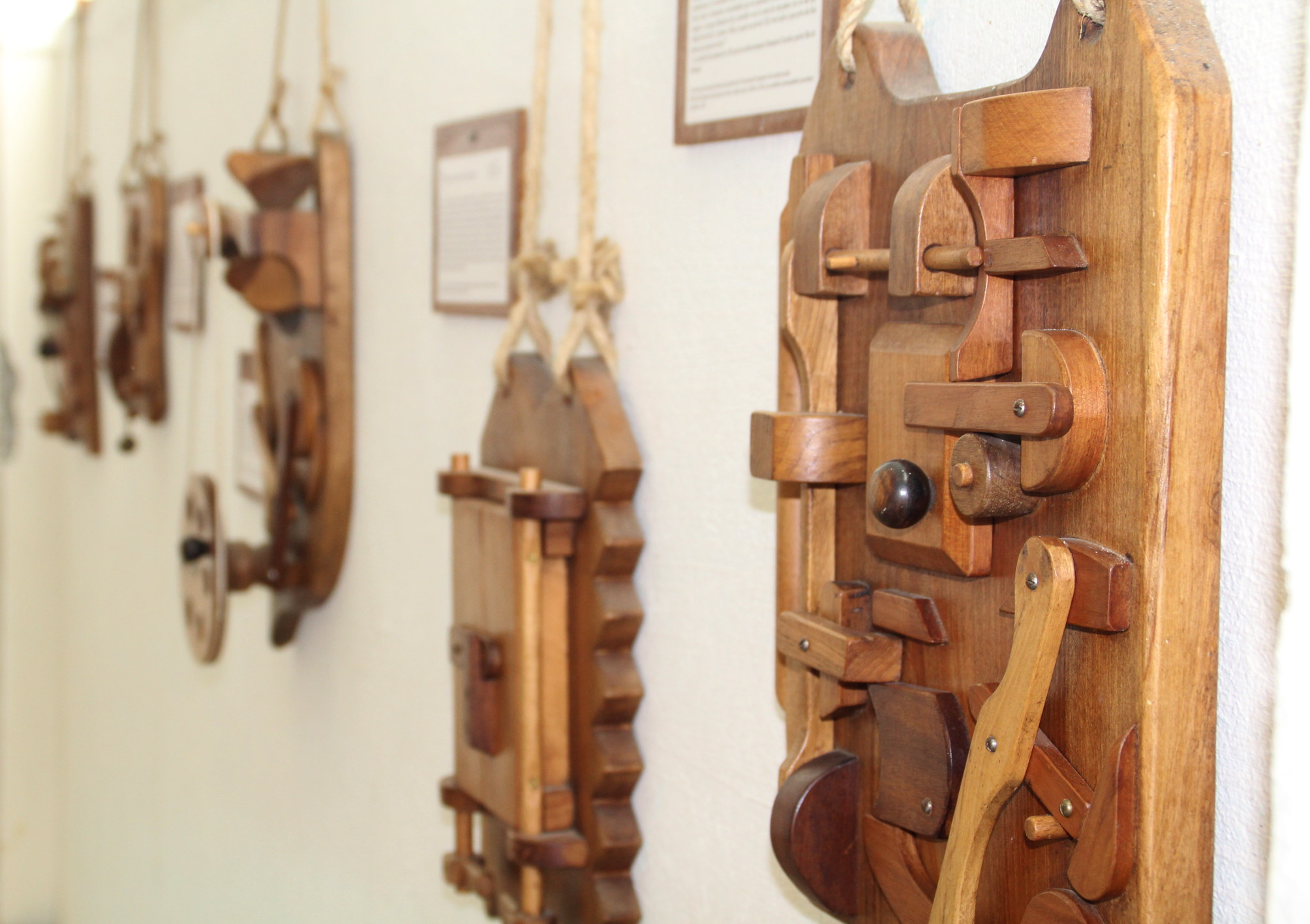
Œuvres de Claudius de Cap Blanc. Musée de l'Affabuloscope

### Personnalités liées à la commune
- Jean de Lacvivier, abbé du Mas-d'Azil en 1426.
- Jean Basile Dominique Doumenjou (1789-1856), botaniste français.
- Joseph Falentin de Saintenac (1793-1847), député.
- Charles Casimir Dugabé (1799-1874), député.
- Charles d'Amboix sous-lieutenant de la marine royale, participant au débarquement raté des Émigrés, à Quiberon, en 1795. Fait prisonnier, il est condamné à Vannes le 14 thermidor an III / samedi 1er août 1795, et fusillé. Il était âgé de 24 ans.
- Pierre-Jean d'Amboix frère du précédent ; lieutenant au régiment de Béarn, participant au débarquement raté des Émigrés, à Quiberon, en 1795. Fait prisonnier, il est condamné à Vannes le 14 thermidor an III, et fusillé, à l'âge de 29 ans.
- Denis Henri Alfred d'Amboix de Larbont (1841-1926), général de division né au Mas d'Azil et auteur de Le Siège du Mas-d'Azil en 1625 réédité chez Lacour en 2003.
- Saint-Just Péquart, (1881-1944), archéologue et préhistorien. Il fouilla pendant près de dix ans la grotte du Mas-d'Azil.
- Paul Laffont (1885-1944), homme politique né au Mas d'Azil et tué à Rimont.
- François Huc, né le 24 janvier 1904 au Mas-d'Azil, décédé le 12 février 1965. Charpentier-maçon, Compagnon du Devoir « Comtois l'Ami du trait ». Résistant, communiste, président du Comité de Libération du Mas-d'Azil. Maire du village entre 1944 et 1947, conseiller général du canton du Mas-d'Azil 1944-1945.
- André Saint-Paul (1916-2000), décédé au Mas-d'Azil. Docteur en médecine, Résistant, député socialiste de l'Ariège du 30 juin 1968 au 22 mai 1981, maire 1947-1989, conseiller général du Mas-d'Azil, président du conseil général de l'Ariège 1966-1985. Conseiller régional Midi-Pyrénées 1974-1981.
- Jean Périssé (1946), réalisateur.
- Christian Saint-Paul (1948), éditeur, poète et chroniqueur radio.
- Romain Sans (1999), footballeur professionnel qui a grandi au Mas-d'Azil .

### Héraldique
| Blason | Blasonnement : De gueules au château d’argent ouvert du champ (1814). |

## Pour approfondir